# Lucija Ćirović
Lucija Ćirović, slovenska lutkarica, igralka, in komičarka, * 19. maj 1972 Ljubljana.

## Življenje
Lucija je obiskovala osnovno šolo Dr. Franceta Prešerna v Ribnici. Po končani srednji šoli za oblikovanje in fotografijo v Ljubljani, je 2004 diplomirala na Pedagoški fakulteti, smer Predšolska vzgoja. Med 1994 in 1997 se je izpopolnjevala na GILŠ-KODUM Gledališki in lutkovni šoli pri ZKOS Ljubljana.

## Delo
Sodelovala je v gledaliških predstavah Zlatorogovo kraljestvo (1993), Preročišča pod vodstvom južnoameriškega režiserja Enriquea Vargasa (1996), I Mirna Bosna pod režijo Drage Potočnjak (1996), Shizophrenia Damirja Zlatarja
Freya (1997) in Mala in velika luna (1998) v Koreodrami, Jezero (2001) Kulturnega društva Priden možic, Polna
pest praznih rok (2001), Busingye (2002), Čara, čara, muca čarodejka čara (2007) in Mesto vzdihljajev (2008)
gledališča Senzorium in v predstavi Ženske in moški.com v produkciji Špasteatra (2009).
Pojavljala se je tudi na filmu in v televizijskih serijah: Blues za Saro režiserja Borisa Jurjaševiča (1997), Bankirke
režiserke Varje Močnik (2007), Tv dober dan (1999), za kar je bila leta 2001 za vlogo čistilke Fate nominirana
za nagrado Viktor, Mi se mamo radi (2006) in Začnimo znova (2007) režiserja Vojka Anzeljca.
Od leta 2003 nastopa kot komičarka s Stand Up komedijo. V letu 2010 se je pridružila ekipi ustvarjalcev oddaje Spet doma, kjer je nastopala v zabavnem liku profesorice Barbre in ekipi ustvarjalcev oddaje Na Zdravje, kjer še vedno nastopa v liku Jelke.
Marca leta 2011 je skupaj z Boštjanom Gorenjcem-Pižamo vodila prireditev Viktorji 2010. Istega leta je skupaj z Boštjanom Štormanom ustanovila otroško gledališče Gledališče iz desnega žepka, kjer so nastale predstave Čudovite prigode barona Münchhausna (2003), Poklic coprnice Mice (2004), Peter Strah (2005) in Motovilčica (2009).
Kot lutkarica je animirala in posojala lutkam glas v otroških televizijskih serijah Ribič Pepe (2008-10) in Križ-Kraž (2008-10) na RTV Slovenija.
Lucija Ćirović je od leta 2002 mentorica na Dramski šoli Barice Blenkuš, kjer vodi osnovnošolske gledališke skupine za začetnike in nadaljevalce. Bila je tudi trener otrok-igralcev v televizijski seriji Moji, tvoji, najini (2010), režiserke Siene Krušič.